# Archéomalacologie

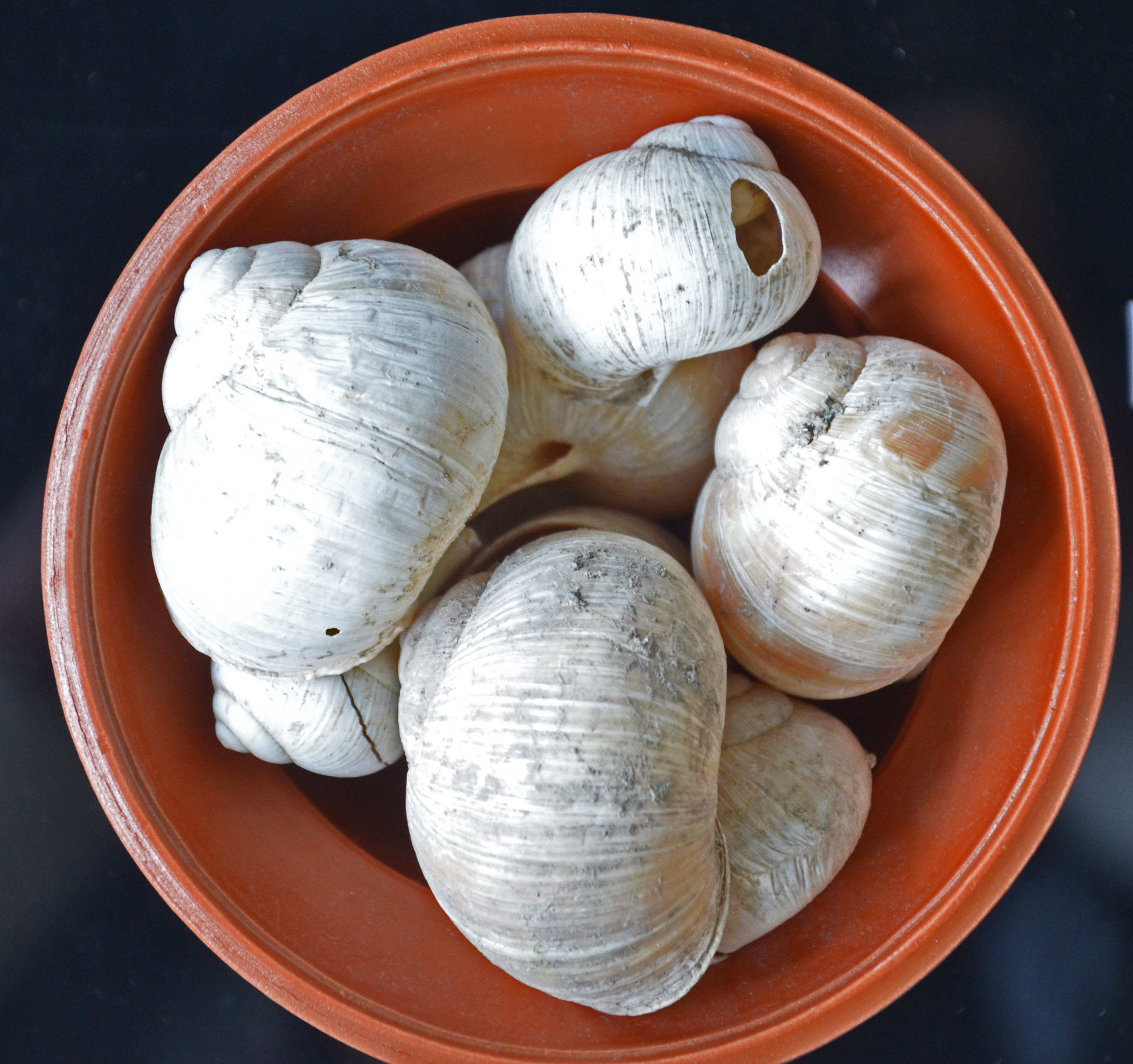
Escargots de Bourgogne datant de l'époque gauloise (supposés introduits dans le nord de la France à l'époque romaine).

L'archéomalacologie est une discipline scientifique rattachée à l'archéozoologie qui se consacre à l'étude archéologique des mollusques (qu'ils soient terrestres, dulcicoles ou marins) et de leurs rapports avec l'Homme. Cet axe d'étude relativement récent a pu se constituer grâce à la réunion de deux facteurs majeurs : d'un côté l'émergence de techniques archéologiques qui ont permis la prise en compte de plus en plus importante de données jusqu'alors inexploitables et de l'autre, une nouvelle approche de l'Homme et de son milieu qui tend à s'intéresser à des domaines jusqu'alors négligés par l'archéologie. Le mollusque, longtemps considéré comme anodin, permet en effet aux chercheurs d'aborder sous un angle nouveau, certaines informations déjà connues, mais aussi d'accéder à des domaines inexplorés de l'histoire qui permettent de mieux comprendre les hommes, leurs sociétés et leurs environnements.

## Le mollusque, un objet archéologique particulier

### Définition et historiographie
L'archéomalacologie est une discipline scientifique à la croisée des chemins, entre zoologie, archéologie et histoire, qui vise à étudier archéologiquement les mollusques afin d'en tirer des informations qui permettraient d'éclaircir de multiples aspects relevant du domaine de l'économie, de la culture ou simplement de l'alimentation.
Quelques archéologues, préfèrent le terme « archéoconchyliologie » pour désigner plus spécifiquement l'étude des coquilles (du grec conchylion, coquille) alors que la malacologie, elle, étudie le mollusque dans son entier, c'est-à-dire avec son enveloppe et ses parties molles. L'archéologie ne peut quasiment étudier que les coquilles qui sont les seules parties du mollusque à résister au passage du temps (leur structure calcaire les rend très résistante). De plus, certains mollusques, comme les nudibranches, n'ont tout simplement pas de coquilles et ne peuvent donc pas être utiles à l'archéologie. Toutefois, que l'on parle d'archéomalacologie ou d'archéoconchyologie, l'objectif et la méthode sont similaires et leur histoire se confond.
La prise en compte des mollusques dans la démarche archéologique est assez récente. La préhistorienne Yvette Taborin a été l'une des premières à s'intéresser à l'étude archéologique de la malacofaune par le biais des parures préhistoriques en entamant un doctorat sur les parures en coquillages au Paléolithique au début des années 1970. La Préhistoire et la Protohistoire sont quasiment restées les seules périodes concernées par les études malacologiques jusque dans les années 1980 où des publications concernant l'Antiquité ont commencé à être éditées. L'archéomalacologie médiévale et moderne n'est pas encore aussi conséquente que pour les autres périodes. Le développement inédit de cette discipline archéologique, toute époque confondue, et l'intérêt porté aux mollusques semblent aussi récents à l'étranger qu'en France. Les vestiges coquilliers ne sont parfois pas étudiés ou, s'ils le sont, c'est pour être confiés aux soins des naturalistes et non des archéologues. Il semblerait qu'ils n'intéressent les archéologues que s'ils peuvent démontrer qu'il s'agit d’élément de parure, avec donc des implications culturelles, alors que les débris peu nombreux ou en mauvais état sont parfois simplement ignorés. Ils sont donc tributaires de leur aspect quantitatif et qualitatif.

### Une méthodologie adaptée
Le passage du temps en enfouissant et en éparpillant les coquilles calcaires des mollusques, en des débris parfois minuscules, a imposé aux archéozoologues, l'élaboration d'une méthode particulière, afin de les retrouver, de les identifier et de les dater. Cette démarche permet une prise en compte plus importante des débris coquilliers.
Pour répondre aux exigences posées par ces fragments souvent petits, et plus généralement par la microfaune, un protocole a été élaboré. Ce dernier comprend l'utilisation d'un tamis à mailles fines (environ 0,5 mm), seul à même d'isoler les plus petits éclats qui resteraient en l'absence de tamisage. Une place importante est accordée à l'échantillonnage qui est le prélèvement d'une partie du matériel archéologique pendant la prospection, et qui doit se faire d'une manière particulière afin de bien comprendre les variations entre les milieux d'une même région. L’échantillonnage doit être pratiqué en une colonne continue, de haut en bas et de strate en strate, afin de voir dans quelle strate apparaissent des espèces nouvelles de mollusques.
Il existe plusieurs méthodes de datation, telles que la datation par le carbone 14 ou la datation par l'uranium-thorium. Cette dernière est utile pour la datation des coquillages car au cours de leur formation, leur squelette minéral capture de l'uranium dissout dans l'eau de mer. Ensuite, à la mort de l'animal, l'uranium se désintègre progressivement et se transforme en thorium : en faisant le rapport isotopique entre les deux éléments, on peut déterminer le temps écoulé depuis la mort du mollusque.
Une partie importante du dispositif méthodologique est aussi consacrée à l'identification des coquilles qui repose sur le principe de comparaison anatomique avec une collection et des ouvrages de référence : les restes archéologiques sont comparés avec des spécimens actuels,. Les vestiges malacofauniques sont ensuite décomptés afin d'estimer un nombre de restes (NR), qui est globalement élevé au vu de la fragmentation des coquilles. Dans le même temps, est calculé un nombre minimal d'individus (NMI) qui vise à saisir le nombre initial d'individus par espèce déposées sur le site. Enfin, le poids de chair de chaque espèce de mollusque est évalué, mais uniquement si l'on possède des données sur la masse de chair actuelle de ces espèces.
Une des autres tâches majeures du spécialiste est de discerner, sur les coquilles et les débris, les marques d’origine humaine qui peuvent donner des indices sur les moyens et les outils mis en œuvre par l'Homme pour collecter, retirer la chair ou façonner les coquilles .
La sclérochronologie, ou analyse des stries de croissance, peut renseigner sur la période de collecte des mollusques.
Le mollusque, en devenant un objet d'étude à part entière, a vu se constituer une méthodologie pratique et théorique composée d'outils et de techniques touchant tant à la fouille qu'à la datation en passant par l'identification et qui permettent de l'étudier archéologiquement.
|                           | Poisson                                         | Reptile et amphibiens                           | Mollusque continentaux                          | Micro-mammifères                                |
| Type de prélèvement       | Dans la coupe ou la couche                      | Dans la couche                                  | Dans la coupe                                   | Dans la couche                                  |
| Stockage avant étude      | Après séchage progressif, en sachets plastiques | Après séchage progressif, en sachets plastiques | Après séchage progressif, en sachets plastiques | Après séchage progressif, en sachets plastiques |
| Tamisage                  | A l'eau, courante de préférence                 | A l'eau, courante de préférence                 | A l'eau, courante de préférence                 | A l'eau, courante de préférence                 |
| Maille de tamis minimale  | 1,5 mm                                          | 0,5 à 1 mm                                      | 0,5 mm                                          | 0,5 à 1 mm                                      |
| Nombre d'échantillons     | Un par unité stratigraphique                    | Un par unité stratigraphique                    | Tous les 5 à 20 cm en colonne continue          | Un par unité stratigraphique                    |
| Seuil de représentativité |                                                 |                                                 | 200 individus                                   | 100 à 200 individus                             |
| Taux de détermination     | Variable                                        | Variable selon les pièces osseuses              | Très élevé                                      | Très élevé pour les dents                       |
| Tri                       | Sous la loupe binoculaire, par le spécialiste   | Sous la loupe binoculaire, par le spécialiste   | Sous la loupe binoculaire, par le spécialiste   | Sous la loupe binoculaire, par le spécialiste   |

### Perspectives et limites
Les mollusques ont aussi, en tant qu'objets archéologiques, des limites. L'archéologue n'a pu écarter complètement, quelle que soit la démarche, les doutes qui portent sur l'hypothétique transfert de débris coquilliers sur de longues distances. En effet, les coquillages, une fois mort, peuvent être déplacés sous l'effet des marées ou du courant hors de leurs zones de vie, tandis que plus généralement, les mollusques sont tous sensibles au déplacement passif (via des animaux ou les hommes) qui peuvent fausser les interprétations des archéologues lors de la fouille de certains sites. Pour citer un exemple précis mais révélateur du risque de la sur-interprétation, ou tout simplement de la mauvaise explication, on a retrouvé dans des coprolithes humains du Paléolithique de Terra Amata, des débris de coquilles qui auraient pu signifier que les premiers hommes avaient manger les mollusques avec leurs enveloppes calcaires. Or, on a pu comprendre que l'ingestion de ces coquilles se faisait en fait en mangeant un oiseau, un poisson, dont le contenu stomacal renfermait ces débris.
Dans le même ordre d'idées, le mollusque est un mauvais indicateur stratigraphique étant donné qu'au cours du Pléistocène et de l’Holocène, il a peu ou pas évolué. Il ne peut donc pas être une source utile à la détermination chronologique d'une strate historique ou préhistorique, aussi lointaine soit-elle.
Si la conservation de la coquille en elle-même ne pose généralement pas de problème, étant donné qu'elle est en carbonate de calcium, la nacre ou les perles, qu'on a extraites dès le Néolithique de grande coquilles marines ou d'eau douce afin de créer des parures ou des objets précieux, se conservent très mal en contexte archéologique.
Les deux problèmes majeurs relatifs à la nature même du mollusque sont le manque d'informations qu'il peut apporter (sur la chronologie notamment) et la mauvaise interprétation qu'il peut entraîner. Ces limites intrinsèques à la nature du mollusque peuvent être compensées, dans une certaine mesure, par l'interdisciplinarité et la mise en avant de recherches transversales. Dans le même temps, l'archéomalacologie est favorisée par les échanges inter-institutionnels et par le développement de l'archéologie préventive et programmée. L'archéomalacologie ne doit pas être considérée comme une niche étanche et isolée du reste de l'archéozoologie, comme l'archéologie plus généralement ; elle est en contact avec d'autres sciences comme l'anthropologie ou l’ethnologie qui enrichissent la réflexion archéologique. Les ethnoarchéologues ont pu établir que les activités liées aux mollusques étaient révélatrices de certains des aspects les plus importants du fonctionnement socio-économique et symbolique des sociétés.

## L'archéomalacologie: un nouveau regard

### Une source sur l'environnement
Une facette de l'archéomalacologie apparue grâce aux progrès des techniques de fouilles et à l’adaptation de la méthodologie aux objets coquilliers est l'étude du climat et de l'environnement. Avec des disciplines comme la palynologie ou la dendrologie, l'archéomalacologie contribue à la description du paléoclimat et à sa meilleure compréhension. Les mollusques fournissent des indications précises sur les conditions climatiques et tout particulièrement en ce qui concerne le degré d'humidité, de salinité, la densité du couvert forestier ou l'exposition au soleil d'un site. Leur étude aide à visualiser les paysages et les environnements marins en permettant notamment de déterminer le caractère immergé ou émergé de certaines zones ou en délimitant parfois les multiples biotopes aquatiques.
Toutes ces informations qu'apporte l'étude des mollusques sont dues à leur permanence biologique. Ce qui était un désavantage pour l'étude stratigraphique devient une véritable aubaine pour l'étude du climat et de l'environnement étant donné que le mollusque, qui n'a pas ou peu évolué depuis plusieurs millions d'années, ne peut avoir disparu d'une zone du fait de son évolution mais seulement à cause d'une activité humaine ou des changements environnementaux. La difficulté réside d'ailleurs dans la distinction que doit tenter de faire l'archéozoologue entre la pression humaine et les modifications purement environnementales. Par exemple, l'apparition en Gaule de l'escargot de Bourgogne Helix pomatia serait liée à la présence romaine. Ce qui en fait vraiment une source efficace à propos du climat et des paysages, ce sont ses spécificités écologiques car le milieu de vie a une très grande influence sur la présence de mollusques qui sont sensibles à l'humidité, à la salinité, à la température et à de nombreux autres exigences. L'absence de certaines espèces peut apporter autant d'informations que leur présence, surtout dans des sites où l'on peut remarquer, grâce à la stratigraphie, des présences et des disparitions successives d'une même espèce. Toutefois, il faut se méfier de ne pas privilégier les espèces les plus résistantes afin de ne pas réaliser une analyse biaisée.

### Une source d'informations sur l'économie et les échanges

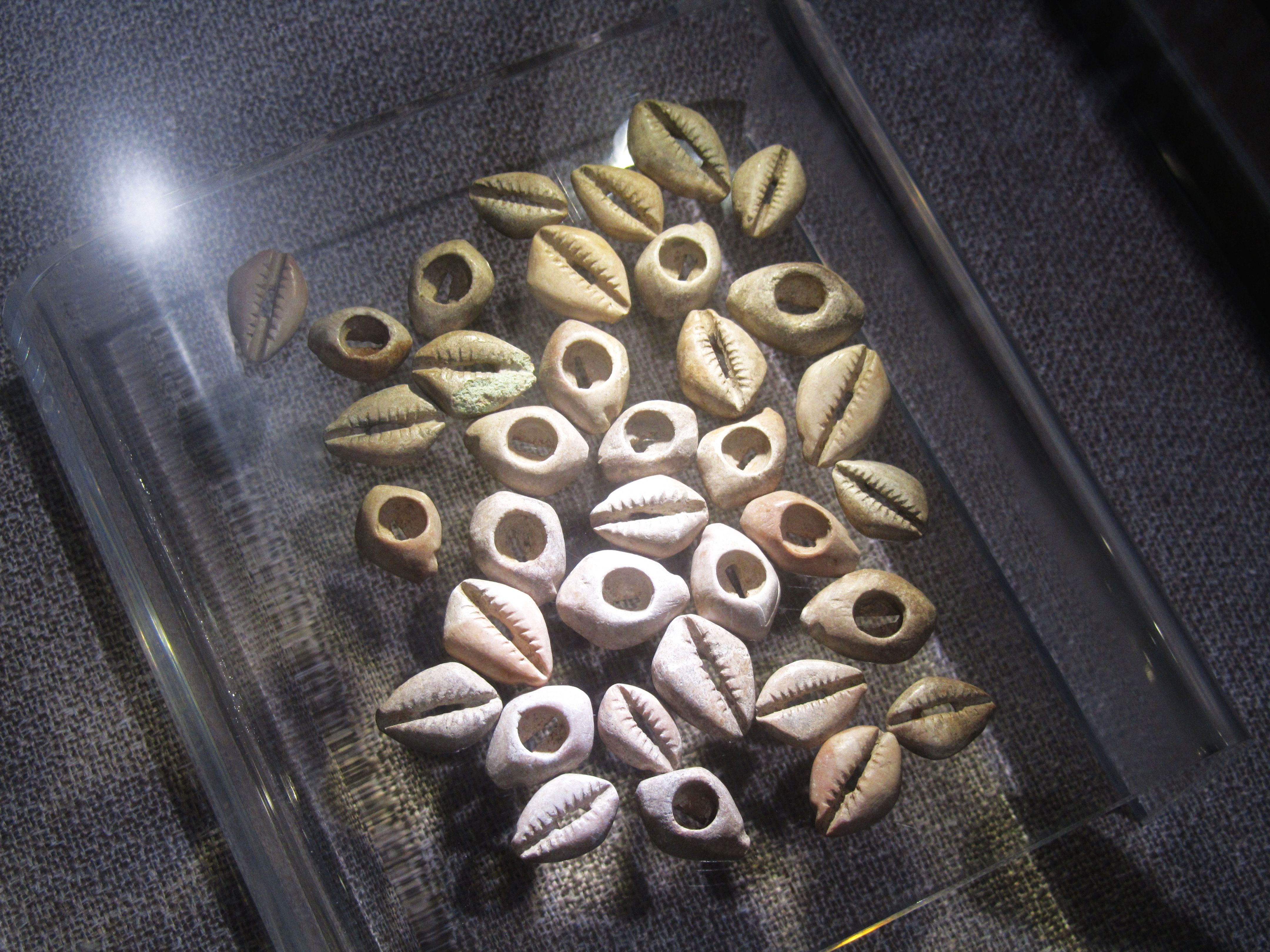
Un exemple de Cypraea Moneta, un coquillage utilisé en Chine comme monnaie primitive.

Les mollusques contribuent aussi à une meilleure compréhension du fonctionnement des sociétés, et des individus qui les composent, notamment en permettant de saisir les mécanismes d'échanges qui les animent. Les échanges, notamment préhistoriques, sont généralement repérés par la présence dans un site de matériaux non locaux. Le cas de la parure préhistorique est généralement révélateur étant donné que les coquillages employés pour leur fabrication viennent majoritairement de la mer ou de gîtes fossilifères (tels que les faluns) qui permettent d'identifier leur provenance. Leur condition de vie complexe est ici encore un avantage puisque le mollusque vivant, par exemple, sur les bords de la Méditerranée sera assez différent de celui qui vit en Atlantique pour qu'un archéozoologue puisse saisir les nuances entre les espèces, et donc entre les lieux d'origine des coquilles. Des échanges à plus ou moins grande distance peuvent donc interroger, surtout pour des périodes comme la Préhistoire ou la Protohistoire, sur les raisons de ces échanges, qui n'ont pas forcément pour but la subsistance. Claude Lévi-Strauss expliquait, dans Les Structures élémentaires de la parenté, que l'échange matrimonial, qui était selon lui un impératif universel, engendrait un véritable troc mis en place à l'occasion de la pratique de l'exogamie,. L'utilisation de monnaies primitives faites à partir de coquillages, pouvant servir d'intermédiaires pour les échanges mais aussi de réserves de valeurs utilisables plus tard ou échangeables, doit aussi être évoquée et non négligée puisque ces dernières ont eu cours dans de nombreuses zones du globe (Océanie, Afrique  entre autres) mais aussi à de multiples époques.
L'économie ne se résumant pas aux échanges, il faut aussi s'attarder sur les modalités de production. Le mollusque qui a pu servir de matière première a parfois été à la base de la création d'ateliers spécialisés comme celui de Pontheziéres en Charente-Maritime datant du Néolithique final et centré autour de la production de perles (fabriquées à partir de coquilles) pouvant être échangées ou portées en bijoux. De même, l'époque médiévale voit certains sites se transformer en centre à décoquiller des huîtres avant l'exportation de la chair dans l'intérieur des terres. Outre la subsistance, ces ateliers ont parfois pour but la transformation de mollusques en outils comme on a pu le constater un peu partout avec, parmi de nombreux exemples, des ateliers de façonnage sur gastéropodes utilisés durant la période précolombienne dans les Petites Antilles.
L'étude du coquillage en tant que richesse échangeable, mais aussi en tant que produit, permet d'en apprendre plus sur le dynamisme d'une vie sociale animée par les échanges et les liens matrimoniaux, et permet de comprendre, en partie, la géographie des groupes, la production et la transformation des biens.